# Костел святих апостолів Петра і Павла (Коцюбинці)
Костел святих апостолів Петра і Павла в Коцюбинцях — культова споруда, римо-католицький храм у селі Коцюбинцях Васильковецької громади Чортківського району Тернопільської области України.

## Історія
У 1902 році, коли чисельність римо-католиків у Коцюбинцях становила близько семи сотень, коштом великого землевласника в селі Л. Городиського та мешканців споруджено філіальний мурований костел та освячено під титулом святих апостолів Петра і Павла.
У 1909 році утворено парафіяльну експозитуру. У 1924 році храм покрито бляхою; збудовано нові господарчі будівлі. 1925 року засновано самостійну парафію. У 194?——1992 роках святиню закрили (сільський клуб).
Нині костел обслуговують дієцезіальні священники з парафії Небовзяття Пресвятої Діви Марії в Копичинцях.